# European Tyre and Rim Technical Organisation
L'European Tyre and Rim Technical Organisation (ETRTO ; en français : « Organisation technique européenne du pneu et de la jante »), est un organisme de normalisation de pneumatiques fondé en octobre 1964. De 1956 à 1964, elle était connue sous le nom de European Tyre and Wheel Technical Conference (ETWTC).

## Objectifs
Selon l'ETRTO, l'organisme a les objectifs suivants :
- Favoriser l'harmonisation des normes nationales afin d'assurer l'interchangeabilité des pneumatiques, jantes et valves en Europe ;
- Établir des dimensions d'ingénierie communes, les caractéristiques de la charge et la pression, et définir des directives opérationnelles ;
- Promouvoir le libre échange d'informations techniques concernant les pneumatiques, jantes et valves.

L'activité de l'ETRTO est strictement limitée aux aspects techniques de pneus, jantes et valves, ce qui a trait à l'installation et l'utilisation. Les membres de l'organisation sont les fabricants de pneus, jantes et valves, qui ont une installation de production dans un des pays européens.

## Normes ISO
Il existe plusieurs normes ISO créées avec l'ETRTO :
- ISO 4000-1:2015 : Pneumatiques et jantes pour voitures particulières -- Partie 1 : Pneumatiques (série millimétrique) ;
- ISO 4000-2:2014 : Pneumatiques et jantes pour voitures particulières -- Partie 2 : Jantes ;
- ISO 10191:2010 : Pneumatiques pour voitures particulières -- Vérification de l'aptitude des pneumatiques -- Méthodes d'essai en laboratoire ;
- ISO 5775-1 : Pneumatiques et jantes pour bicyclettes — Partie 1: Désignation et cotes des pneumatiques ;
- ISO 5775-2 : Pneumatiques et jantes pour cycles — Partie 2: Jantes ;
- ISO 16992:2010 : Pneumatiques pour voitures particulières -- Équipements de substitution de roue de secours (SUSE) ;
- ISO 17269:2000 : Pneumatiques pour voitures particulières -- Méthodes de mesure de la circonférence de roulement -- Pneumatiques neufs en charge ;
- ISO 23671:2006 : Pneumatiques pour voitures particulières -- Méthode de mesure de l'adhérence relative sur revêtement mouillé -- Pneumatiques neufs en charge.

### Indice de charge
| Indice de charge | Poids (kg) | Indice de charge | Poids (kg) | Indice de charge | Poids (kg) | Indice de charge | Poids (kg) | Indice de charge | Poids (kg) | Indice de charge | Poids (kg) | Indice de charge | Poids (kg) |
| ---------------- | ---------- | ---------------- | ---------- | ---------------- | ---------- | ---------------- | ---------- | ---------------- | ---------- | ---------------- | ---------- | ---------------- | ---------- |
| 10               | 60         | 30               | 106        | 50               | 190        | 70               | 335        | 90               | 600        | 110              | 1 060      | 130              | 1 900      |
| 11               | 61,50      | 31               | 109        | 51               | 195        | 71               | 345        | 91               | 615        | 111              | 1 090      | 131              | 1 950      |
| 12               | 63         | 32               | 112        | 52               | 200        | 72               | 355        | 92               | 630        | 112              | 1 120      | 132              | 2 000      |
| 13               | 65         | 33               | 115        | 53               | 206        | 73               | 365        | 93               | 650        | 113              | 1 150      | 133              | 2 060      |
| 14               | 67         | 34               | 118        | 54               | 212        | 74               | 375        | 94               | 670        | 114              | 1 180      | 134              | 2 120      |
| 15               | 69         | 35               | 121        | 55               | 218        | 75               | 387        | 95               | 690        | 115              | 1 215      | 135              | 2 180      |
| 16               | 71         | 36               | 125        | 56               | 224        | 76               | 400        | 96               | 710        | 116              | 1 250      | 136              | 2 240      |
| 17               | 73         | 37               | 128        | 57               | 230        | 77               | 412        | 97               | 730        | 117              | 1 285      | 137              | 2 300      |
| 18               | 75         | 38               | 132        | 58               | 236        | 78               | 425        | 98               | 750        | 118              | 1 320      | 138              | 2 360      |
| 19               | 77,50      | 39               | 136        | 59               | 243        | 79               | 437        | 99               | 775        | 119              | 1 360      | 139              | 2 420      |
| 20               | 80         | 40               | 140        | 60               | 250        | 80               | 450        | 100              | 800        | 120              | 1 400      | 140              | 2 500      |
| 21               | 82,50      | 41               | 145        | 61               | 257        | 81               | 462        | 101              | 825        | 121              | 1 450      | 141              | 2 575      |
| 22               | 85         | 42               | 150        | 62               | 265        | 82               | 475        | 102              | 850        | 122              | 1 500      | 142              | 2 650      |
| 23               | 87,50      | 43               | 155        | 63               | 272        | 83               | 487        | 103              | 875        | 123              | 1 550      | 143              | 2 725      |
| 24               | 90         | 44               | 160        | 64               | 280        | 84               | 500        | 104              | 900        | 124              | 1 600      | 144              | 2 800      |
| 25               | 92,50      | 45               | 165        | 65               | 290        | 85               | 515        | 105              | 925        | 125              | 1 650      | 145              | 2 900      |
| 26               | 95         | 46               | 170        | 66               | 300        | 86               | 530        | 106              | 950        | 126              | 1 700      | 146              | 3 000      |
| 27               | 97,50      | 47               | 175        | 67               | 307        | 87               | 545        | 107              | 975        | 127              | 1 750      | 147              | 3 075      |
| 28               | 100        | 48               | 180        | 68               | 315        | 88               | 560        | 108              | 1 000      | 128              | 1 800      | 148              | 3 150      |
| 29               | 103        | 49               | 185        | 69               | 325        | 89               | 580        | 109              | 1 030      | 129              | 1 850      | 149              | 3 250      |

### Indice de vitesse
| Indice de vitesse | Vitesse (km/h) |
| ----------------- | -------------- |
| B                 | 50             |
| C                 | 60             |
| D                 | 65             |
| E                 | 70             |
| F                 | 80             |
| G                 | 90             |
| J                 | 100            |
| K                 | 110            |
| L                 | 120            |
| M                 | 130            |
| N                 | 140            |
| P                 | 150            |
| Q                 | 160            |
| R                 | 170            |
| S                 | 180            |
| T                 | 190            |
| U                 | 200            |
| H                 | 210            |
| V                 | 240            |
| W                 | 270            |
| Y                 | 300            |
| ZR                | >240           |

## Critères
Les pneus sont évalués selon trois critères : l'adhérence sur sol mouillé, l'efficacité énergétique et le bruit de roulement externe.

### Adhérence sur les surfaces mouillées
Le critère caractérise la longueur de la distance de freinage sur une surface mouillée. Les pneus sont classés de A à F,. Par exemple, la différence de distance de freinage entre un pneu classé A et un pneu classé F est de 18 mètres, en supposant que la voiture roule à 80 km/h.

### Efficacité énergétique
L'efficacité énergétique est le premier critère qui figure sur l'étiquette d'un pneu automobile,. Environ 20 % de la consommation de carburant d'un véhicule dépend des pneus. Plus la résistance au roulement du pneu est élevée, plus la consommation de carburant du véhicule est importante. L'étiquette indique la classe de résistance au roulement du pneu, classée de A à G. Par exemple, un pneu classé A a la plus faible résistance au roulement, tandis qu'un pneu classé G indique le niveau le plus élevé de ce critère.

### Bruit extérieur
Le critère indique le niveau de bruit qui se produit lorsque le pneu est en mouvement, mesuré en décibels. Les pneus dont le bruit de roulement ne dépasse pas 60 dB sont considérés comme les plus silencieux, tandis que ceux dont le bruit de roulement dépasse 74 dB sont très bruyants.

## Attentes et résultats après l'introduction de l'étiquetage des pneus en Europe
Avant l'introduction de l'étiquetage des pneus, 70 % des consommateurs européens avaient besoin de conseils lors de l'achat de pneus. Ainsi, 8 personnes sur 10 étaient favorables à l'introduction de l'étiquetage européen des pneus.
Un an après l'introduction du marquage européen des pneumatiques, une enquête a été menée pour tester l'efficacité et la pertinence de la nouvelle réglementation officielle. Ainsi, une enquête menée auprès des consommateurs européens de pneus par la société française Rezulteo en collaboration avec le centre de recherche Ipsos a montré que seuls 8 % des personnes interrogées comprennent correctement les trois critères présentés et que seuls 36 % des consommateurs prêtent attention au marquage des pneus lorsqu'ils les achètent.